# Fred Dubois

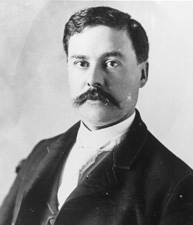
Fred Dubois

Fred Thomas Dubois (* 29. Mai 1851 in Palestine, Crawford County, Illinois; † 14. Februar 1930 in Washington, D.C.) war ein US-amerikanischer Politiker, der den Bundesstaat Idaho zweimal im US-Senat vertrat. Zuvor war er Delegierter des Idaho-Territoriums im Repräsentantenhaus der Vereinigten Staaten.

## Frühe Jahre
Fred Dubois hatte frankokanadische Wurzeln. Sein Großvater väterlicherseits, Toussaint Dubois, stammte aus Montreal und kämpfte sowohl im Unabhängigkeitskrieg als auch im Britisch-Amerikanischen Krieg auf amerikanischer Seite. Sein Vater Jesse arbeitete zur Zeit seiner Geburt für das Land Office in Palestine und war ein Freund des späteren Präsidenten Abraham Lincoln. 1856 wurde er zum State Auditor (heute: Comptroller) von Illinois gewählt und zog daraufhin mit seiner Familie in die Hauptstadt Springfield.
Während seines Studiums in Yale von 1870 bis 1872 wurde Fred Dubois in die Gesellschaft Scroll and Key aufgenommen. Anschließend betätigte er sich bis 1875 als Geschäftsmann; dann gehörte er für ein Jahr dem staatlichen Ausschuss für Eisenbahnen und Großmärkte an. Nach dem Tod seines Vaters zog er 1880 mit seinem älteren Bruder Jesse, einem Arzt, in das Idaho-Territorium. Dort wurde er 1882 von Präsident Chester A. Arthur zum US Marshal ernannt. In seiner neuen Heimat betrieb Dubois eine Kampagne gegen die Mormonen, denen er vorwarf, durch das Praktizieren von Polygamie das Gesetz zu brechen. Es gelang ihm, den Angehörigen dieser Religionsgemeinschaft das Wahlrecht entziehen zu lassen.

## Politische Laufbahn

### Territorialdelegierter und erste Amtszeit im Senat
Beflügelt durch diesen Erfolg, bewarb sich Dubois 1886 als Mitglied der Republikanischen Partei um das Mandat des Territorialdelegierten im Kongress. Er besiegte den demokratischen Amtsinhaber John Hailey und löste diesen am 4. März 1887 ab. Er verblieb bis zur Auflösung des Idaho-Territoriums am 3. Juli 1890 in Washington. Zuvor hatte er sich energisch für die Staatsgründung von Idaho eingesetzt und Pläne zurückgewiesen, das Territorium unter benachbarten Regionen aufzuteilen. Unter anderem nahm er dazu persönlich Kontakt mit Präsident Benjamin Harrison auf und brachte dabei die Beziehung zwischen dessen Großvater William Henry Harrison und seinem eigenen Großvater ins Spiel, die gemeinsam in der Schlacht bei Tippecanoe gekämpft hatten.
Die Idaho Legislature wählte im November 1890 George Laird Shoup und William J. McConnell zu den beiden ersten US-Senatoren für den neuen Staat. Dabei war aber schon klar, dass Connell nur eine kurze Zeit im Kongress verbringen würde. Nach der Klasseneinteilung der Senatssitze dauerte seine verbleibende Amtsperiode als Klasse-3-Senator lediglich bis zum März des folgenden Jahres. So wurde für die folgende Legislaturperiode gleich ein Nachfolger gewählt, wobei sich Fred Dubois gegen William H. Clagett durchsetzte, den Präsidenten des Verfassungskonvents von Idaho.
Während seiner ersten Amtszeit als Senator konzentrierte sich Dubois auf innenpolitische Themen und nahm bevorzugt Positionen ein, die seinem Heimatstaat nutzen konnten. Er war ein Befürworter von Schutzzöllen, vor allem auf Wolle und Blei – zwei Güter, von denen in Idaho viel produziert wurde. Im Jahr 1894 half er bei der Aufsetzung eines Vertrages mit den Nez Percé. Als Unterstützer des Bimetallismus zählte er zu jenen Republikanern, die 1896 ihre Partei verließen und als Abspaltung die Silver Republican Party gründeten. Dies kostete ihn allerdings im selben Jahr die Wiederwahl, weil auf diese Weise die Demokraten und die Populist Party die Mehrheit im Parlament von Idaho errangen. Sie wählten an seiner Stelle den Populisten Henry Heitfeld zum Senator; Dubois musste den Kongress am 3. März 1897 verlassen. Er kehrte auf seine Ranch in Blackfoot zurück, wo er Luzerne anbaute.

### Rückkehr in den Senat
Als die Silver Republican Party sich auflöste, schloss sich Dubois nicht wieder den Republikanern an. Stattdessen ließ er sich von den Demokraten als Kandidat für die Senatswahl im Jahr 1900 aufstellen. Er besiegte seinen ehemaligen politischen Weggefährten George Shoup und nahm am 4. März 1901 dessen Platz im Kongress ein, woraufhin er dann auch der Demokratischen Partei beitrat. In der Folge trat er weiter als Gegner des Goldstandards auf. Sein Hauptaugenmerk richtete er aber darauf, sich gegen den Imperialismus einzusetzen; außerdem stand er weiterhin in Opposition zu den Mormonen. Er führte eine Gruppe an, deren Ziel es war, Reed Smoot, den ersten in den Senat gewählten Mormonen, zum Rücktritt zu zwingen.
Dubois kämpfte gegen die Bestrebungen, die im Spanisch-Amerikanischen Krieg von Spanien gewonnenen Philippinen zu einem US-Territorium zu machen. Zunächst forderte er die Unabhängigkeit der Inselgruppe; nachdem er diese im Jahr 1905 besucht hatte, änderte er seine Meinung und setzte sich für einen Verkauf an Japan ein, weil die Filipinos nicht in der Lage seien, sich selbst zu regieren. Hauptgrund für sein Eintreten gegen die territoriale Expansion war der von ihm befürchtete wirtschaftliche Wettbewerb zwischen den neuen Gebieten und dem Rest der USA. Im Gegensatz zu den meisten Mitgliedern seiner neuen Partei unterstützte Dubois die Politik von Präsident Theodore Roosevelt in Bezug auf den Umweltschutz. Im Vorfeld der Präsidentschaftswahl 1904 machte er sich für eine Nominierung von William Randolph Hearst stark.
Seine Haltung gegenüber den Mormonen kostete Dubois 1906 die Wiederwahl. Weil die Republikaner infolgedessen wieder die Mehrheit im Staatsparlament von Idaho gewonnen hatten, konnten sie den Juristen William Borah zu seinem Nachfolger wählen.

## Späte Jahre
Fred Dubois verbrachte sein restliches Leben in der Bundeshauptstadt Washington. Versuche, als Autor und Geschäftsmann erfolgreich zu sein, scheiterten. Im Jahr 1912 unterstützte er Champ Clark beim Versuch, als demokratischer Präsidentschaftskandidat aufgestellt zu werden; nach dessen Niederlage arbeitete er für den siegreichen Woodrow Wilson und gehörte auch bei dessen Wiederwahl im Jahr 1916 zum Wahlkampfstab. 1918 setzte er sich in Idaho für die Wahl von progressiven Politikern beider Parteien ein, die in Washington die Agenda Wilsons mittragen sollten, darunter auch sein eigener Nachfolger William Borah.
Sein letztes öffentliches Amt bekleidete Dubois als Mitglied einer Kommission zur Beilegung von Grenzkonflikten mit Kanada, der er von 1924 bis zu seinem Tod am 14. Februar 1930 angehörte. Er wurde in Blackfoot beigesetzt. Zu seinen Ehren wurde die Stadt Dubois im Clark County nach ihm benannt. In der Stadt Twin Falls gibt es eine Dubois Avenue.